# Santa Maria de Casalets
Santa Maria de Casalets o Santa Maria de la Cluella, és una capella que forma part de l'Inventari del Patrimoni Arquitectònic Català de la ciutat de Solsona (Solsonès).

## Descripció

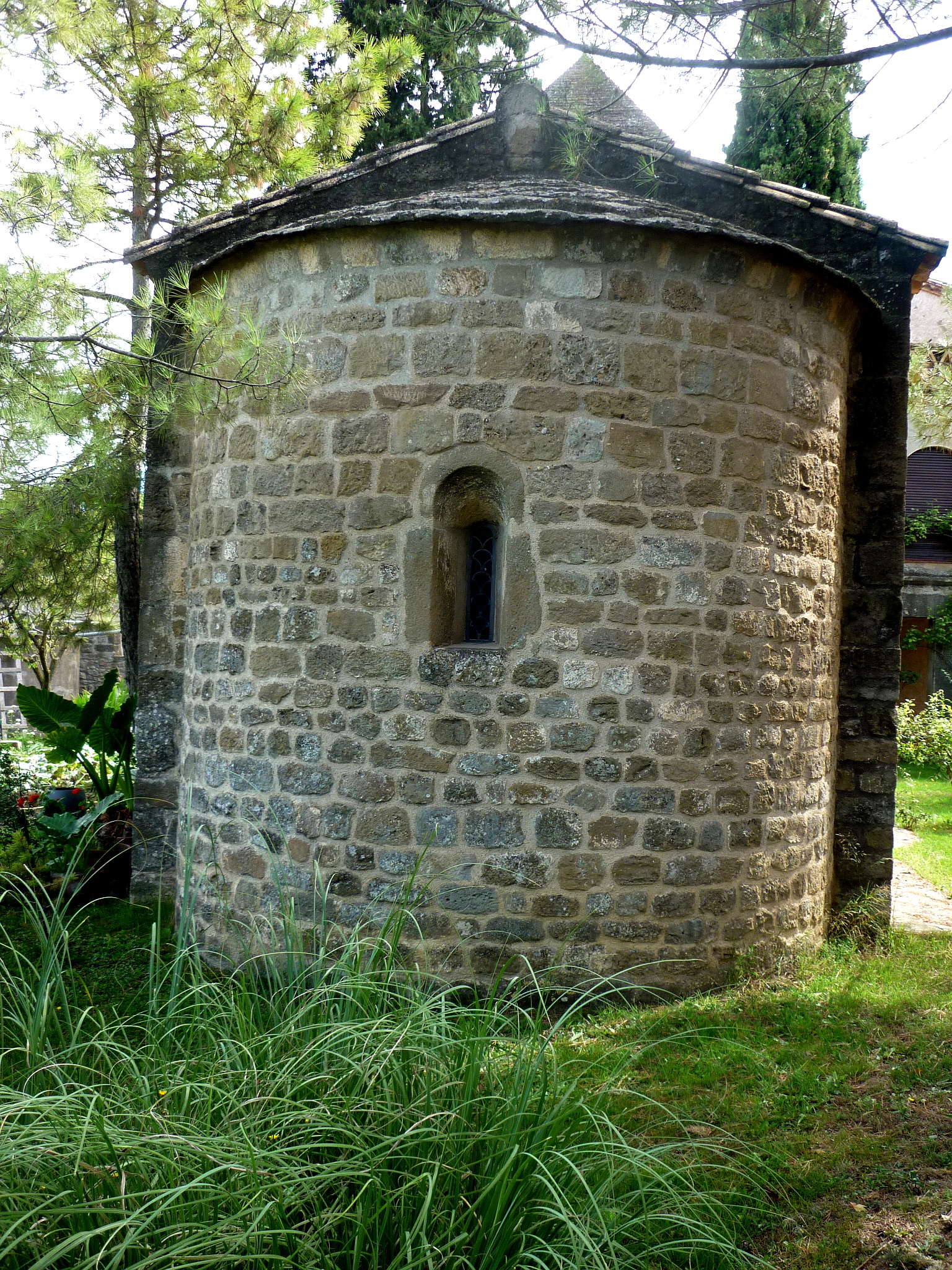
Absis

Petita capella romànica, d'una nau i absis rodó. Parament de pedres en filades. La porta d'arc de mig punt, resseguit per dovelles es troba al mur lateral. Finestra d'arc de mig punt monolítica a l'absis. En la façana hi ha una petita finestra d'espitllera en forma de creu. Petit campanar sobrealçat per vuit columnes arrodonides, amb capitells trapezoïdals, dos d'ells amb decoració vegetal. L'interior amb pedra i la nau coberta en volta de canó.

## Notícies històriques
Capella molt restaurada. El seu lloc d'origen està situat dins el terme de Tiurana, però, els propietaris, com que estava en estat força ruïnós, la traslladaren al jardí de casa seva, a Solsona.